# John Wesson
John Wesson (4 de setembro de 1931 — 4 de janeiro de 2020) foi um físico teórico.

## Contribuições às ciências
O Dr. John Wesson tornou-se amplamente conhecido na área de Física de Plasmas e Fusão Nuclear devido ao seu livro Tokamaks, publicado pela primeira vez em 1985 e agora em sua 4.ª edição.
Outros, pensando em como tiveram o privilégio de cruzar seu caminho no início de suas carreiras, lembram-se dele como "gentil, paciente, perspicaz e muito engraçado".
Ele estava na sala de controle em 1991, quando o JET realizou seus primeiros experimentos com deutério e trítio, e permaneceu um membro essencial da equipe do JET até que se aposentou. 

## Outras contribuições
Um livro de autoria, durante sua aposentadoria, sobre as realizações do JET (The Science of JET Arquivado em 22 de dezembro de  2018, no Wayback Machine. , disponível na EUROfusion), foi lançado em 1999.
Fora da fusão, ele também estava interessado na ciência do futebol e golfe. Para o futebol, escreveu The Science of Soccer.
John Wesson faleceu em 4 de janeiro de 2020 e o The Sunday Times publicou seu obtuário, cujo texto se inicia demonstrando seu interesse pelo golfe.